# Michael Gspurning
Michael Gspurning (* 2. Mai 1981 in Graz) ist ein ehemaliger österreichischer Fußballtorwart und jetziger Torwarttrainer.

## Karriere als Spieler

### Im Verein
Gspurning begann seine Karriere beim ASK Voitsberg in der Regionalliga Mitte. Er war dort mit 17 Jahren Stammspieler, bis er schließlich im Jahr 2000 zur Wiener Austria wechselte. Von 2001 bis 2004 spielte Gspurning bei DSV Leoben in der Ersten Liga.
Anfang 2004 wechselte er zu ASKÖ Pasching in die Bundesliga und agierte als zweiter Goalie hinter Josef Schicklgruber. Nach drei Jahren in Oberösterreich ging er im Winter 2006/07 zu Skoda Xanthi in die griechische Super League. Vier Jahre lang war er der Stammtorwart der Mannschaft, ehe er 2011 keinen neuen Vertrag mehr unterschrieb und verlautete, den Verein mit Jahresende zu verlassen.
Anschließend wechselte Gspurning in die Major League Soccer (MLS) zu den Seattle Sounders. Er wurde als Nachfolger für Kasey Keller verpflichtet. Sein erstes Spiel für die Sounders absolvierte er am 7. März 2012 im CONCACAF-Champions-League-Spiel gegen Santos Laguna. Nach 62 Pflichtspielen verließ Gspurning nach Ende der Meisterschaft 2013 den Verein wegen der finanziellen Rahmenbedingungen. Er hatte in seinen beiden Saisons in den USA jeweils die MLS Play-offs erreicht, wobei er 2012 im Semifinale an LA Galaxy und in der Saison 2013 im Viertelfinale an den Portland Timbers gescheitert war.
Am 30. Jänner 2015 verpflichtete der FC Schalke 04 Gspurning als Torwart für die zweite Mannschaft des Vereins. Dort erhielt er einen bis zum Ende der Saison 2014/15 laufenden Vertrag. Zur neuen Saison 2015/16 stieg er als Ersatztorhüter in das Bundesligateam auf, bei dem er einen bis zum 30. Juni 2016 datierten Vertrag unterschrieb. In der zweiten Runde des DFB-Pokals 2015/16 gab Gspurning im Spiel gegen Borussia Mönchengladbach sein Pflichtspieldebüt für die erste Mannschaft des FC Schalke 04.
Im August 2016 verpflichtete ihn der Zweitligist 1. FC Union Berlin. Für den Verein absolvierte er kein Pflichtspiel. Am 17. Dezember 2017 beendete Gspurning seine aktive Karriere.

### Nationalmannschaft
Am 12. November 2008 wurde Gspurning erstmals von Teamchef Karel Brückner in den Kader für die österreichische Nationalmannschaft für das freundschaftliche Länderspiel gegen die Türkei einberufen, in dem er auch am 19. November debütierte. Es folgten zwei weitere Länderspiele gegen Rumänien und Serbien im Rahmen der Qualifikation zur WM 2010 in Südafrika.

## Karriere als Torwarttrainer
Nach seinem Karriereende als aktiver Spieler wurde Michael Gspurning Torwarttrainer bei 1. FC Union Berlin. Hierfür unterzeichnete er einen zunächst bis Juni 2019 laufenden Vertrag, der zuletzt im Februar 2023 verlängert wurde. Im April 2023 übernahm er zusätzlich den Posten als Torwarttrainer bei der österreichischen Nationalmannschaft und trat damit die Nachfolge von Robert Almer an.